# Gediminastoren

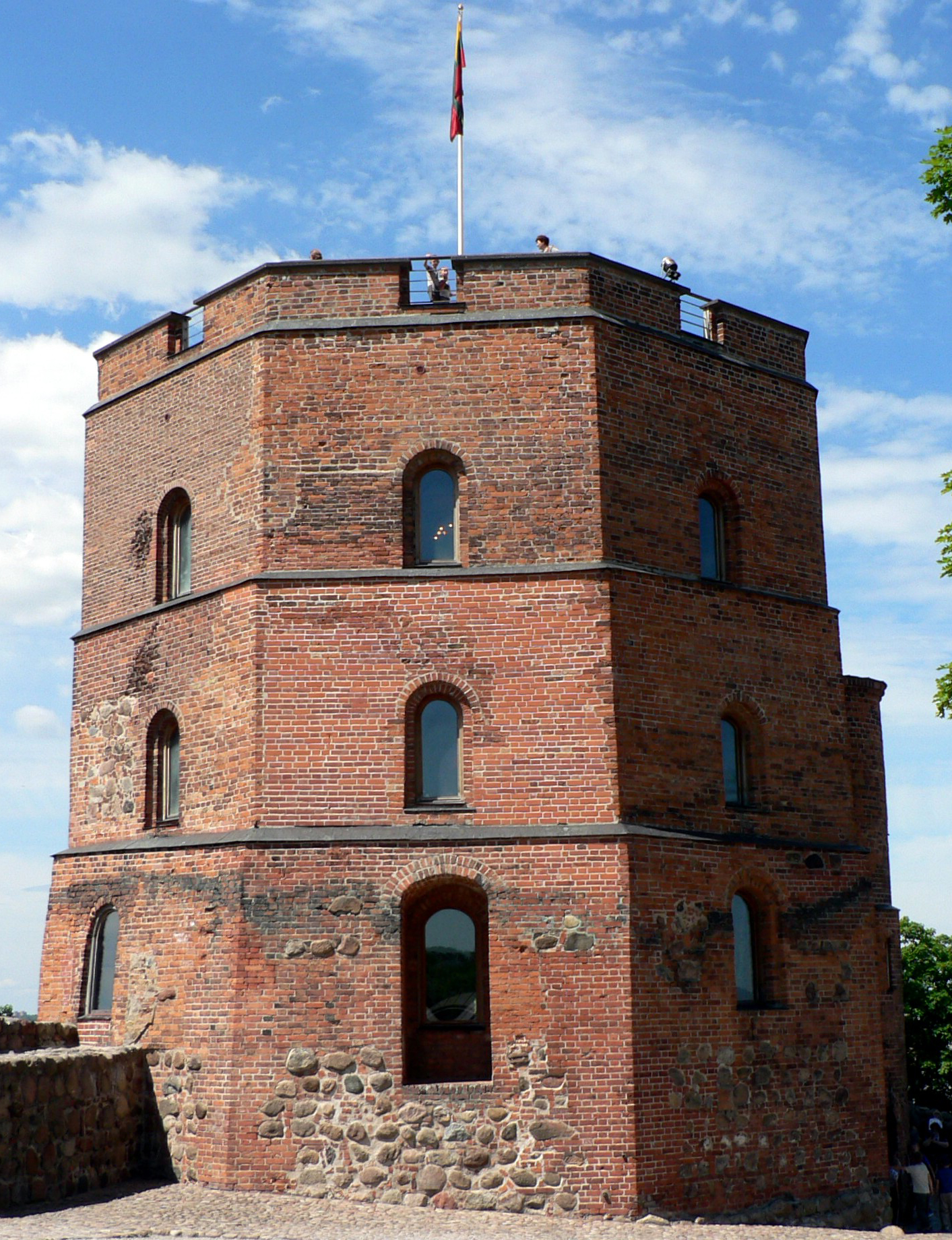
De Gediminastoren

De Gediminastoren (Litouws: Gedimino pilies bokštas) is een overblijfsel van een burcht die ooit op de Gediminasheuvel in Vilnius, de hoofdstad van Litouwen, heeft gelegen. De 48 meter hoge toren is dankzij de ligging op de heuvel het meest prominente gebouw van de stad.

## Geschiedenis
Archeologisch onderzoek heeft aangetoond dat er al in het Neolithicum een nederzetting op de Gediminasheuvel is geweest. In de 9e eeuw kreeg de nederzetting versterkingswerken. Tussen de 11e en de 13e eeuw was er ook een fort op deze plaats. Volgens de legende was Gediminas aan het jagen en had hij een droom waarin hij een ijzeren wolf op een heuveltop zag huilen. Een sjamaan zei hem daarop dat hij kasteel moest bouwen op een nabijgelegen rots met uitzicht over drie rivieren. Het houten kasteel werd al snel omringd door huizen en straten die omlaag liepen naar de rivier de Vilnya. In 1323 werd de burcht voor het eerst genoemd, in een verdrag tussen Gediminas en de Duitse Orde. Later liet grootvorst Vytautas het hout vervangen door steen. In 1422 was het stenen kasteel, waarvan de Gediminastoren een onderdeel was, gereed.
Het kasteel op de heuvel was een van de drie kastelen van Vilnius. Het werd het Gediminaskasteel of Bovenste Kasteel genoemd. Het Onderste Kasteel lag aan de voet van de heuvel. Het was een uitgebreid complex, waarvan ook de kathedraal van Vilnius deel uitmaakte. In de 15e eeuw werd op het terrein van het Onderste kasteel het koninklijk paleis gebouwd. De koningen van Polen waren in die tijd tevens grootvorst van Litouwen. Het koninklijk paleis werd vernield in 1801 op last van de tsaar, toen heer en meester in Vilnius, maar is in de vroege jaren van de 21e eeuw herbouwd.
Het derde kasteel, het Scheve Kasteel, heeft maar kort bestaan. Al in 1390 werd het door de Duitse Orde in brand gestoken en het is nooit herbouwd. Het Bovenste Kasteel hield bij die Duitse aanval wel stand.
Toen de pijl-en-boog was vervangen door het vuurwapen, hadden veel fortificaties hun nut verloren. Na de 15e eeuw werd het Bovenste Kasteel verwaarloosd. In het begin van de 17e eeuw werd het gebruikt als gevangenis. In 1655, tijdens een inval van Russische troepen, werd het kasteel voor het laatst als fort gebruikt. Het mocht niet baten; Vilnius was zes jaar lang in Russische handen. Het kasteel werd gebruikt voor de legering van Russische troepen. Toen het Pools-Litouwse leger in 1661 de Russen verdreven had, ging de verwaarlozing van het kasteel verder.
In de jaren dertig van de 19e eeuw werd een groot deel van het kasteel gesloopt en werden de hellingen van de heuvel minder steil gemaakt. Op de Gediminastoren werd een optische telegraaf geplaatst. Later in de 19e eeuw ging er nog meer van het kasteel verloren, toen er een weg tegen de heuvel op werd aangelegd en er bomen werden geplant. In 1896 werd in de Gediminastoren een café geopend.

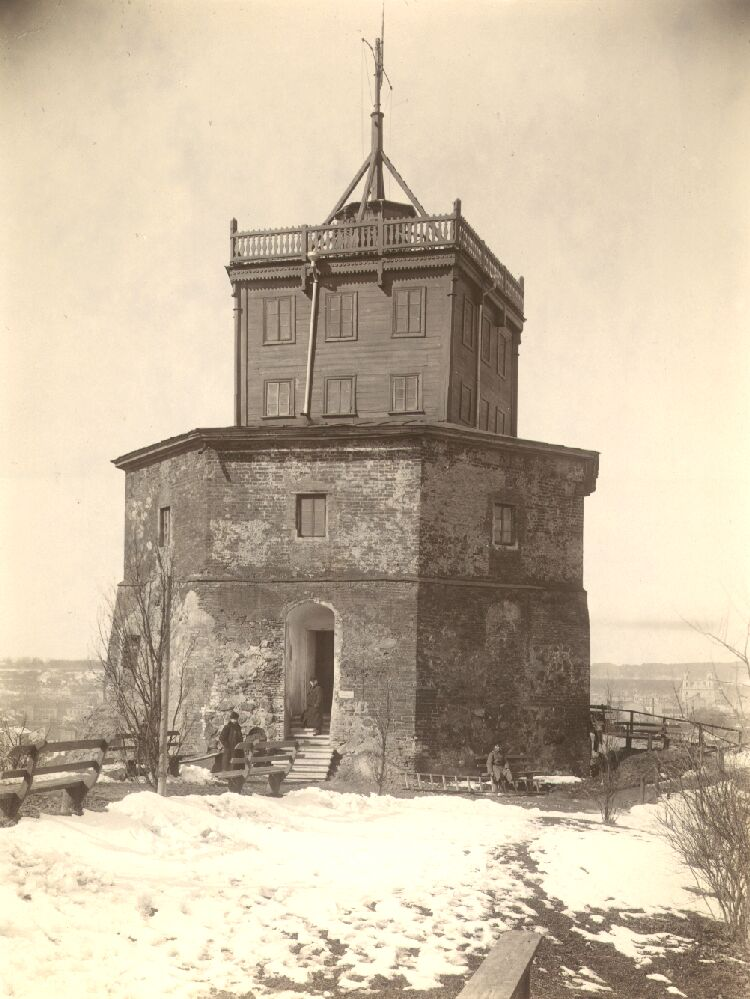
De Gediminastoren in 1906

Op 1 januari 1919 werd voor het eerst de vlag van Litouwen op de Gediminastoren gehesen, maar kort daarna viel Vilnius in handen van het Rode Leger, toen in handen van de Polen, toen weer in handen van het Rode Leger en ten slotte weer in die van de Polen. In 1930 werd de toren gerestaureerd. Daarbij kreeg hij de tweede verdieping weer terug, die in de negentiende eeuw was vervangen door een vierkant bouwsel voor de bedieners van de telegraaf. Op 28 oktober 1939 werd Vilnius pas weer Litouws en op 29 oktober 1939 werd op de Gediminastoren weer de Litouwse vlag gehesen.
In de Tweede Wereldoorlog liepen de restanten van het kasteel zware schade op. In 1948 besloten de toenmalige autoriteiten alleen de Gediminastoren te herstellen. In 1960 was de restauratie voltooid en werd de toren heropend, maar nu als museum. Het museum is gewijd aan de geschiedenis van Litouwen in het algemeen en Vilnius in het bijzonder. Sinds 1968 is het een dependance van het Litouws Nationaal Museum. Van de rest van het kasteel zijn alleen nog wat restanten over. Op het eind van de 20e eeuw zijn op basis van archeologisch onderzoek wel de contouren van het kasteel zichtbaar gemaakt.
Op 7 oktober 1988 werd onder druk van de snel groeiende onafhankelijkheidsbeweging in Litouwen de vlag van de Sovjet-Unie op de top van de Gediminastoren vervangen door de Litouwse vlag.

## De toren nu

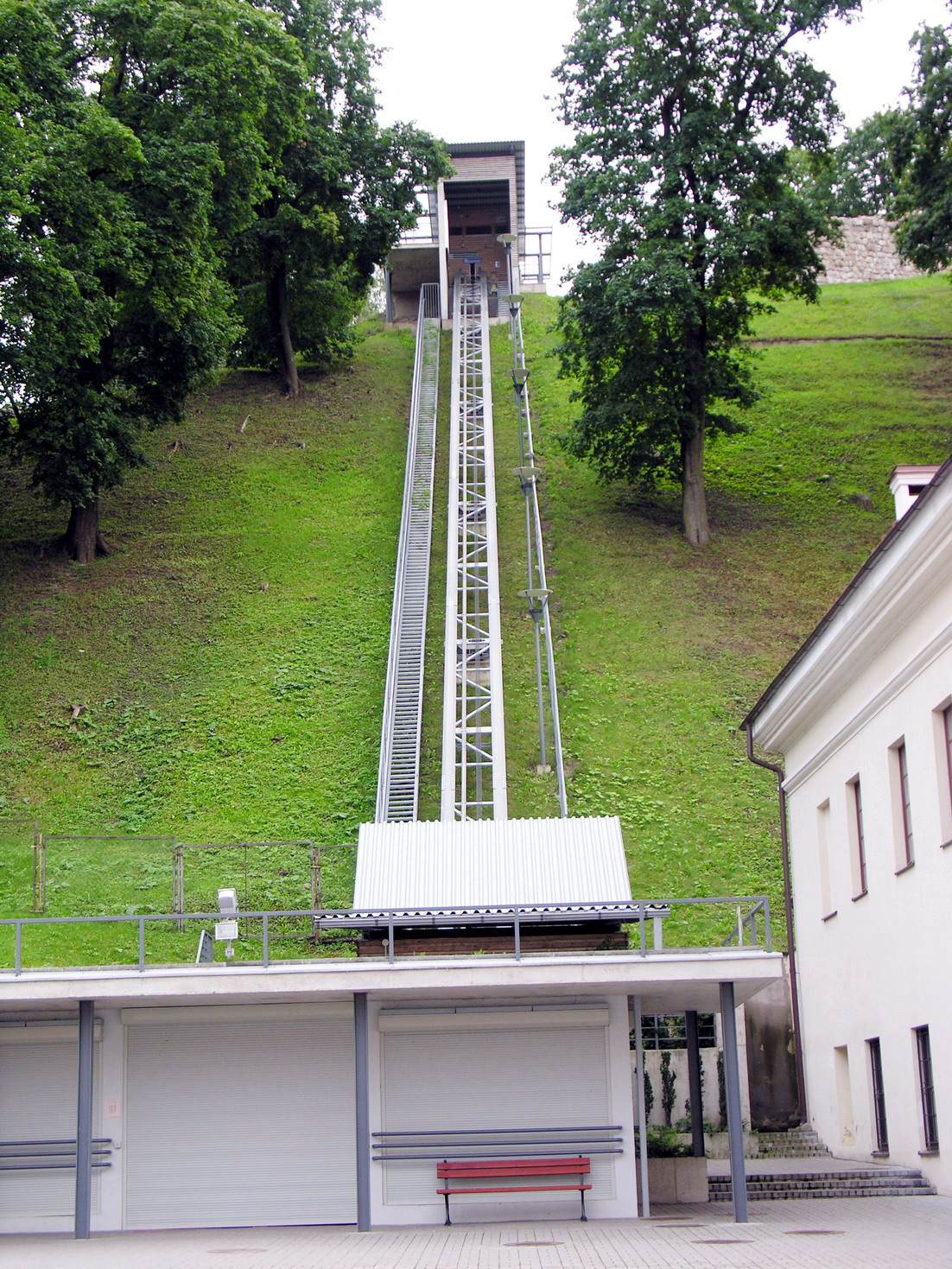
De kabelspoorweg naar de top van de Gediminasheuvel

De Gediminastoren is te bereiken over een steil pad dat tegen de heuvel op loopt. Sinds 2003 gaat er ook een kabelspoorweg de heuvel op. De toren is een museum, dus er wordt entreegeld geheven. Sinds 1995 is op de bovenste verdieping een permanente tentoonstelling te bezichtigen die gewijd is aan de Litouwse onafhankelijkheidsbeweging rond 1990 en het hoogtepunt daarvan, de Baltische Weg. Het platte dak van de toren is toegankelijk en biedt een weids uitzicht over Vilnius.
De Gediminastoren is een belangrijk nationaal symbool van Litouwen in het algemeen en Vilnius in het bijzonder. De toren staat afgebeeld op de vroegere bankbiljetten van 50 litų en verschillende Litouwse postzegels. Veel Litouwse gedichten en volksliedjes maken melding van de toren. Op de toren wordt elke ochtend de Litouwse vlag gehesen en ’s avonds weer gestreken.